# Leon Debevec
Leon Debevec, slovenski arhitekt in pedagog, * 1963.
Predava na Fakulteti za arhitekturo in Teološki fakulteti v Ljubljani. Leta 1997 je doktoriral iz arhitekturnih znanosti.